# 全国语言学奥林匹克竞赛
全国语言学奥林匹克竞赛（National Linguistics Olympiad，NOL)，是由中国中文信息学会全国语言学奥赛工作委员会、国际语言学奥林匹克中国区组委会、青少年国际竞赛与交流中心主办的主要面向中华人民共和国中学生的每年一度的语言学学科奥林匹克竞赛。此项赛事由担负着在中国大陆范围内为国际语言学奥林匹克（IOL）选拔和输送合格选手的任务。自2021年起，也称国际语言学奥林匹克竞赛中国区(International Linguistics Olympiad China)。

## 概要
全国语言学奥林匹克竞赛是国际语言学奥林匹克中国（大陆）代表队的选拔比赛，共分为全国初选和终选两轮。在全国初选中表现出色的团队和个人按照一定比例入选全国终选，由主办方组织在统一地点进行比赛。
全国终选与国际语言学奥林匹克类似，分为个人赛和团体赛。个人赛包含5道题，须在5小时内完成；团体赛则仅包含一道难度极大的大题，每个团体的2-4名学生共同在三小时内解答。个人赛通常每道题满分20分，分为回答题目和解释语言规则两部分，仅回答题目而不解释语言规则只能获得部分分数，而团队赛的题目形式和得分机制变数较大。每道题目都是以全世界范围内业已研究过的特殊语言现象为材料，为参赛者展示不同语言的差异，并给出足量的已知信息，要求参赛者据此探求背后的规则。参赛者不需通晓多种语言或了解大量语言学知识，所有问题都能在考题范围内找得到答案，不过拥有多语言背景和一定的语言学知识通常对答题有帮助。
全国初选则仅设置个人赛，题目较全国终选难度略简单，包含4道题，须在3小时内完成。每道题满分20分，仅需回答题目而毋需解释语言规则。

## 参赛及评奖规则
全国初选面向全体9-12年级学生开放报名，可以选择个人报名或2-4人组队报名。组委会将联系考生附近的合作考点安排考试，合作考点通常是考生所在的中学或附近的教育机构。晋级全国终选的方式分为个人晋级和团队晋级。组队报名的选手若团队总分未到达晋级标准但个人分数达到个人晋级标准，则按照个人晋级。评奖规则如下：
| 分数百分比 | 评奖结果                  | 是否晋级 |
| ---------- | ------------------------- | -------- |
| 10%        | 一等奖（High Distinction) | 晋级     |
| 10-30%     | 二等奖（Distinction）     | 晋级     |
| 30-50%     | 三等奖（Merit）           | 部分晋级 |

全国终选仅有获得晋级资格的选手可以报名，且必须组队报名。初选按照团队晋级的队伍若全队确认参加，则成员不变；按照个人晋级的成员可以自行或服从组委会分配与其他个人组队或加入一支部分成员退赛的晋级队伍。全国终选的评奖分为个人奖、团队奖和总分奖。个人奖即参照个人赛得分依照百分比评奖；团队奖即参照团队赛得分依照百分比评奖；总分奖是由个人赛得分（占比80%）与团队赛得分（占比20%）叠加后依照百分比评奖。具体规则如下：
| 个人奖等   | 个人奖等       | 团队奖等   | 团队奖等       |
| 分数百分比 | 评奖结果       | 分数百分比 | 评奖结果       |
| ---------- | -------------- | ---------- | -------------- |
| 10%        | 一等奖（金牌） | 10%        | 一等奖（金牌） |
| 10-30%     | 二等奖（银牌） | 10%-30%    | 二等奖（银牌） |
| 30-50%     | 三等奖（铜牌） | 30%-50%    | 三等奖（铜牌） |
| 50%-100%   | 荣誉提名奖     | 50%-100%   | 荣誉提名奖     |

注：以上评奖比例依照赛事具体情况时有变更。
全国终选还设立五个最佳解题奖，授予每道题目得分最高者，出现最高分有多人的情况则并列获奖。但若一道题目有大量选手同时获得最高分（如2021年终选第一题有40%的选手获得满分），则该题不予设立最佳解题奖。
在终选个人赛中排名前12的选手获得中国代表队候选人资格，将会被邀请在颁奖典礼后参加面试（自2023年起改为线上面试）。组委会将根据选手的面试表现和个人赛分数选出8位表现出色者组成代表队参与本年度国际语言学奥林匹克。

## 历史
- 2012年，第一届全国语言学奥林匹克竞赛在北京举办，首次遴选中国（大陆）代表队参加了国际语言学奥林匹克。此后至2019年，中国（大陆）代表队每年都参加了国际语言学奥林匹克。
- 2020年4月，受新冠疫情影响，全国语言学奥林匹克初选首次线上举办。8月中国大陆疫情情况好转，终选得以线下在江苏昆山举行。由于原定于拉脱维亚举办的2020年度国际语言学奥林匹克取消，组委会转而决定遴选代表队参加推迟至9月举办的亚太语言学奥林匹克，代表队由原8人改为12人，获得面试资格的候选人由原12人改为17人。
- 2021年4月，受新冠疫情影响，全国语言学奥林匹克初选继续线上举办。随后6月的全国终选原定在江苏昆山举行，后又因为疫情临时变更为线上举行，在终选中取得前30名（金牌）的选手受邀参加7月在江苏昆山举办的全国总决选。全国总决选中的前12名获得了面试资格，而在面试中表现出色的8人组成代表队以线上参加了同月举办的国际语言学奥林匹克。
- 2022年4月，全国语言学奥林匹克初选恢复线下举办。7月，全国终选在杭州如期线下举行。然而，主办方ITCCC称，由于大陆当前防疫政策“不具备出入境参加活动的充分条件”，中国大陆因此无缘出席本年度在英属马恩岛举办的国际语言学奥林匹克，但在终选中个人成绩排名前八的选手仍获得中国大陆代表队荣誉资格。

## 历年中国代表队成员[6]
| 团队名称 | 成员姓名     |
| -------- | ------------ |
| 中国1队  | Jia Zhang    |
| 中国1队  | Dezheng Qu   |
| 中国1队  | Yingying Li  |
| 中国1队  | Yuge Li      |
| 中国1队  | Jiabo Feng   |
| 中国1队  | Yu Wang      |
| 中国1队  | Ziheng Zhang |
| 中国1队  | Mengyu Zhang |

| 团队名称 | 成员姓名     |
| -------- | ------------ |
| 中国1队  | Qitong Cao   |
| 中国1队  | Changyi Chen |
| 中国1队  | Run Chen     |
| 中国1队  | Sicong Liu   |
| 中国2队  | Minsheng Liu |
| 中国2队  | Changyi Niu  |
| 中国2队  | Zeming Xu    |
| 中国2队  | Tianhu Zhang |

| 团队名称 | 成员姓名     |
| -------- | ------------ |
| 中国1队  | Tianlu Chen  |
| 中国1队  | Run Chen     |
| 中国1队  | Heran Yang   |
| 中国1队  | Qitong Cao   |
| 中国2队  | Ming Zhang   |
| 中国2队  | Dailin Xue   |
| 中国2队  | Delin Liu    |
| 中国2队  | Yuchen Huang |

| 团队名称 | 成员姓名     |
| -------- | ------------ |
| 中国1队  | Qitong Cao   |
| 中国1队  | Changyi Chen |
| 中国1队  | Run Chen     |
| 中国1队  | Sicong Liu   |
| 中国2队  | Minsheng Liu |
| 中国2队  | Changyi Niu  |
| 中国2队  | Zeming Xu    |
| 中国2队  | Tianhu Zhang |

| 团队名称 | 成员姓名 |
| -------- | -------- |
| 中国1队  | 李惠涵   |
| 中国1队  | 刘羽扬   |
| 中国1队  | 王润泽   |
| 中国1队  | 俞舒悦   |
| 中国2队  | 白瑞恒   |
| 中国2队  | 罗一茗   |
| 中国2队  | 施沅君   |
| 中国2队  | 孙毓培   |

| 团队名称 | 成员姓名 |
| -------- | -------- |
| 中国队   | 叶琳     |
| 中国队   | 郑灵辉   |
| 中国队   | 刘羽扬   |
| 中国队   | 陈子澈   |

| 团队名称 | 成员姓名 |
| -------- | -------- |
| 中国坤队 | 杜浩宇   |
| 中国坤队 | 刘冶     |
| 中国坤队 | 王子佶   |
| 中国坤队 | 张顾绘   |
| 中国乾队 | 陈子澈   |
| 中国乾队 | 闵睿     |
| 中国乾队 | 仇傲     |
| 中国乾队 | 叶琳     |

| 团队名称 | 成员姓名 |
| -------- | -------- |
| 中国坤队 | 袁心怡   |
| 中国坤队 | 谢兰若   |
| 中国坤队 | 白锦儒   |
| 中国坤队 | 杜宏哲   |
| 中国乾队 | 韦晨隽   |
| 中国乾队 | 吴昊锟   |
| 中国乾队 | 李锐佳   |
| 中国乾队 | 石雨哲   |

| 团队名称                     | 成员姓名 |
| ---------------------------- | -------- |
| 中国队（亚太语奥中国代表队） | 陈郦文   |
| 中国队（亚太语奥中国代表队） | 陈庆之   |
| 中国队（亚太语奥中国代表队） | 邓苇航   |
| 中国队（亚太语奥中国代表队） | 黄禹尘   |
| 中国队（亚太语奥中国代表队） | 姜家源   |
| 中国队（亚太语奥中国代表队） | 来正楠   |
| 中国队（亚太语奥中国代表队） | 罗得之   |
| 中国队（亚太语奥中国代表队） | 沈阳艺   |
| 中国队（亚太语奥中国代表队） | 施力文   |
| 中国队（亚太语奥中国代表队） | 孙逸骅   |
| 中国队（亚太语奥中国代表队） | 叶沛麟   |
| 中国队（亚太语奥中国代表队） | 叶沛轩   |

| 团队名称 | 成员姓名     |
| -------- | ------------ |
| 中国坤队 | 卫紫靖       |
| 中国坤队 | 叶沛麟       |
| 中国坤队 | 叶濮源       |
| 中国坤队 | 尹浩阳       |
| 中国乾队 | 冯思朗       |
| 中国乾队 | 王俊凯       |
| 中国乾队 | 吴泽锴       |
| 中国乾队 | 辛雅歌 Grace |

| 团队名称 | 成员姓名 |
| -------- | -------- |
| 中国坤队 | 王谷乔   |
| 中国坤队 | 严奕宽   |
| 中国坤队 | 傅熙冬   |
| 中国坤队 | 周天乐   |
| 中国乾队 | 贾知白   |
| 中国乾队 | 黄禹尘   |
| 中国乾队 | 杨桐     |
| 中国乾队 | 吕若竹   |

| 团队名称 | 成员姓名 |
| -------- | -------- |
| 中国坤队 | 李季影   |
| 中国坤队 | 马正陌   |
| 中国坤队 | 徐昊阳   |
| 中国坤队 | 周子佩   |
| 中国乾队 | 陈诺     |
| 中国乾队 | 赫渐行   |
| 中国乾队 | 江翊菱   |
| 中国乾队 | 苏桐     |

| 团队名称 | 成员姓名 |
| -------- | -------- |
| 中国坤队 | 郭恬源   |
| 中国坤队 | 江翊菱   |
| 中国坤队 | 李正泽   |
| 中国坤队 | 诸宇澄   |
| 中国乾队 | 桂一今   |
| 中国乾队 | 赫渐行   |
| 中国乾队 | 刘家宏   |
| 中国乾队 | 文斐然   |

## 社会评价
全国语言学奥林匹克竞赛在2012年创立时，教育界普遍将其视为一项教育理念上具有先进性、学术上具有前沿性、在国际上具有影响力的高水平学科竞赛和交流项目，受到来自中国语言学学会、中国中文信息学会等学术组织，清华大学、北京语言大学、中国社科院语言所、中央民族大学等高校和研究院所的学者们组成的专家委员会的学术支持。2014年，中国北京获得国际语言学奥赛举办权。2014年国际语言学奥林匹克竞赛于7月在北京语言大学举行，有近30个国家的青少年选手汇集北京，引起国内各大媒体广泛关注。语言学奥林匹克竞赛奖项虽不在自主招生等高校升学计划的考虑范围内，但仍被视为重要的高中生学术荣誉，时常出现在各知名中学的喜报上。
2020年9月6日，新京报刊发文章报道全国语言学奥林匹克竞赛可能涉嫌违规问题。其调查显示教育部公布的2020-2021学年面向中小学生的全国性竞赛活动名单中并不包括全国语言学奥林匹克竞赛，并且赛事的承办方青少年国际竞赛与交流中心（ITCCC）既未在民政部登记，也未在地方登记，可能涉嫌缺乏办赛资质。新京报记者称，针对该机构在未通过白名单审核情况下仍在违规办赛的行为，中国教育学会相关负责人表示，建议向教育部举报。目前，青少年国际竞赛与交流中心（ITCCC）未对此事作出正面回应。另外，针对此事有往届参赛者表示，新京报相关记者忽略了竞赛受到来自中国中文信息学会等学术组织的学术支持，歪曲了赛事组委会为国际语言学奥林匹克竞赛中国代表队提供全部费用等事实，报道观点存在争议。